# The Alarm

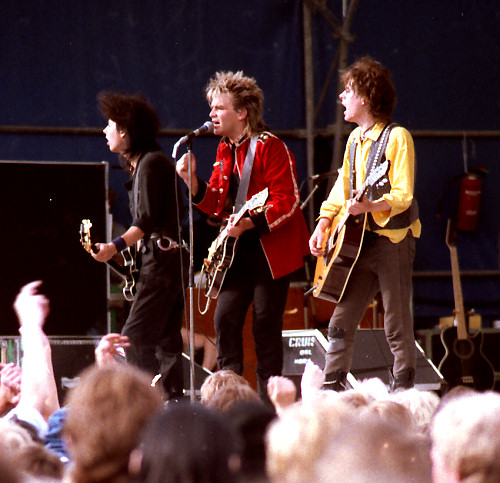
The Alarm, 1984

The Alarm ist eine britische Alternative-Rockband, die im Vereinigten Königreich zu den erfolgreichsten Bands der 1980er Jahre zählt.

## Bandgeschichte
Die Band wurde 1977 in Rhyl, Wales, gegründet und nannte sich ursprünglich The Toilets. Kurz danach erfolgte eine Umbenennung in Seventeen und schließlich ab 1981 The Alarm. Ein frühes Mitglied der Band war auch Karl Wallinger, der später World Party gründete.
1983 erschien das erste offizielle Album Declaration, nachdem zunächst eine Mini-LP namens The Alarm herausgebracht wurde. Im gleichen Jahr spielte die Band als Vorgruppe bei der War-Tour von U2 und wurde so in den Vereinigten Staaten und Europa bekannt. Durch diese gemeinsame Tournee mit U2 wurden die beiden Bands zunächst in einen Topf geworfen, obwohl sie beide verschiedene Stilrichtungen bevorzugten.
Während der Aufnahmen zum vierten Album Eye of the Hurricane 1987 kam es zum großen Krach mit ihrer Plattenfirma IRS Records. Nach Ansicht von Sänger und Mastermind Mike Peters sollte es ein rockiges Album werden. Die Firma bestand auf hitparadenverträglichem Pop-Rock, mit dem die ausgekoppelte Single Rain in the Summertime die erfolgreichste Platte der Band wurde. 1989 veröffentlichten sie ihr fünftes Studioalbum Change gleichzeitig auch in einer walisischen Version (Newid), gemeinsam eingespielt mit dem Welsh Symphony Orchestra. Nach dem Album Raw (1991), das vernichtende Kritiken erhielt, gab Mike Peters die Auflösung der Band bekannt.
Nachdem seine anschließende Solokarriere relativ erfolglos blieb, belebte der Sänger 2001 anlässlich des 20. Namensjubiläums den alten Bandnamen wieder. Er war dabei aber das einzige ursprüngliche Mitglied und holte James Stevenson (Gitarre), Craig Adams (Bass, früher The Cult, The Sisters of Mercy und The Mission) und Steve Grantley (Schlagzeug, früher Stiff Little Fingers) neu in die Gruppe. In dieser Besetzung erschien 2004 das Album In the Poppy Fields.
Um, wie Bandboss Mike Peters sagt, „nicht an Alter, Historie oder Image, sondern an der Musik gemessen zu werden“, veröffentlichten sie ihre Single 45rpm im Februar 2004 unter dem Namen The Poppy Fields und ließen im Video die Teenager-Band The Wayriders mimen. Mit Erfolg: Die Single stieg auf Platz 28 in die britischen Charts ein, das Presseecho war das gewaltigste in 20 Alarm-Jahren. Peters, der bei den Welsh Music Award mit einem Livetime-Achievement-Award ausgezeichnet wurde, meint: „Das war nicht böse gemeint. Aber es zeigt, dass neue Musik nicht unbedingt von neuen Bands gemacht werden muss …“
2005 wurde bei Mike Peters eine Form von Leukämie festgestellt. An den Folgen seiner Krebserkrankung starb er am 29. April 2025 im Alter von 66 Jahren.
Im Februar 2006 erschien das Album Under Attack, diesmal unter dem Bandnamen The Alarm MMVI, wobei der Zusatz offensichtlich die römische Zahl 2006 angibt. Im Juli 2008 erschien das aktuelle Album Guerilla Tactics.
Zwischen 2010 und 2013 sang Mike Peters auch bei Konzerten der schottischen Folk-Rock-Band Big Country.
Im Juni 2018 erschien das Album Equals, im Juni 2019 folgte das siebzehnte Studioalbum, Sigma.
Zur Fußball-EM 2021 veröffentlichte The Alarm gesanglich unterstützt durch einheimische Fans die offizielle walisische EM-Hymne The Red Wall of Cymru.

## Original-Mitglieder
- Mike Peters (* 25. Februar 1959 als Michael L. Peters in Prestatyn, Wales; † 29. April 2025), Gesang, Gitarre, Mundharmonika
- Dave Sharp (* 28. Januar 1959 in Salford, England), Gitarre
- Eddie McDonald (* 1. November 1959 in St Asaph, Wales), Bass
- Nigel Buckle „Twist“ (* 18. Juli 1958 in Manchester, England), Schlagzeug

## Diskografie

### Alben
| Jahr | Titel                  | Höchstplatzierung, Gesamtwochen, AuszeichnungChartplatzierungen (Jahr, Titel, Platzierungen, Wochen, Auszeichnungen, Anmerkungen) | Höchstplatzierung, Gesamtwochen, AuszeichnungChartplatzierungen (Jahr, Titel, Platzierungen, Wochen, Auszeichnungen, Anmerkungen) | Anmerkungen |
| Jahr | Titel                  | UK | US | Anmerkungen |
| ---- | ---------------------- | --- | --- | ----------- |
| 1984 | The Alarm              | — | US126 (37 Wo.)US | EP          |
| 1984 | Declaration            | UK6 Silber · (11 Wo.)UK | US50 (22 Wo.)US |             |
| 1985 | Strength               | UK18 Silber · (6 Wo.)UK | US39 (36 Wo.)US |             |
| 1987 | Eye of the Hurricane   | UK23 Silber · (4 Wo.)UK | US77 (30 Wo.)US |             |
| 1988 | Electric Folklore Live | UK62 (2 Wo.)UK | US167 (5 Wo.)US |             |
| 1989 | Change                 | UK13 Silber · (3 Wo.)UK | US75 (23 Wo.)US |             |
| 1990 | Standards              | UK47 Silber · (1 Wo.)UK | US177 (3 Wo.)US |             |
| 1991 | Raw                    | UK33 (2 Wo.)UK | US161 (1 Wo.)US |             |
| 2018 | Equals                 | UK72 (1 Wo.)UK | — |             |

Weitere Veröffentlichungen
- 1985: Spirit of ’76 (Mini-LP)
- 1988: Compact Hits
- 2001: Eponymous 1981–1983
- 2001: Declaration 1984–1985
- 2001: Strength 1985–1986
- 2001: Eye of the Hurricane 1987–1988
- 2001: Electric Folklore Live 1987–1988
- 2001: Change 1989–1990
- 2001: Raw 1990–1991
- 2001: Greatest Hits Live
- 2003: Live at Hammersmith Palais 1984
- 2003: The Alarm EP – 20th Anniversary Collectors Edition
- 2003: Live at Glasgow Garage
- 2003: Live at Liverpool Masque Theatre
- 2003: Live at London Mean Fiddler
- 2003: The Sound and the Fury
- 2004: In the Poppyfields
- 2004: Live In the Poppyfields
- 2005: Alt-Strength
- 2006: Under Attack (als The Alarm MMVI)
- 2006: The Best of The Alarm and Mike Peters
- 2006: Alarm MMV – The Saturday Gigs
- 2007: The Collection
- 2007: Three Sevens Clash
- 2007: Fightback
- 2007: This Is Not a Test
- 2007: Situation Under Control
- 2007: Call to Action
- 2007: 1983/84
- 2008: Counter Attack
- 2008: Guerilla Tactics (als The Alarm MMVIII)
- 2008: The Alarm – BBC Radio Sessions 1983–1991
- 2009: 21
- 2010: Direct Action
- 2011: The Sound and the Fury
- 2013: Vinyl Soundtrack
- 2014: Declaration (30th Anniversary)
- 2014: Peace Train
- 2015: Strength (30th Anniversary)
- 2015: Majority
- 2016: Poppies Falling From the Sky Act Two (Live)
- 2017: Blood Red
- 2017: Viral Black
- 2018: Eponymous 1981-1983
- 2018: Declaration 1984-1985
- 2019: Sigma

### Singles
| Jahr | Titel Album                                             | Höchstplatzierung, Gesamtwochen, AuszeichnungChartplatzierungen (Jahr, Titel, Album, Platzierungen, Wochen, Auszeichnungen, Anmerkungen) | Höchstplatzierung, Gesamtwochen, AuszeichnungChartplatzierungen (Jahr, Titel, Album, Platzierungen, Wochen, Auszeichnungen, Anmerkungen) | Anmerkungen |
| Jahr | Titel Album                                             | UK | US | Anmerkungen |
| ---- | ------------------------------------------------------- | --- | --- | ----------- |
| 1982 | The Stand Declaration                                   | UK86 (3 Wo.)UK | — |             |
| 1983 | 68 Guns Declaration                                     | UK17 (7 Wo.)UK | — |             |
| 1984 | Where Were You Hiding When the Storm Broke? Declaration | UK22 (6 Wo.)UK | — |             |
| 1984 | The Deceiver Declaration                                | UK51 (4 Wo.)UK | — |             |
| 1984 | The Chant Has Just Begun                                | UK48 (4 Wo.)UK | — |             |
| 1985 | Absolute Reality Strength                               | UK35 (6 Wo.)UK | — |             |
| 1985 | Strength                                                | UK40 (4 Wo.)UK | US61 (10 Wo.)US |             |
| 1986 | Spirit of ’76 Strength                                  | UK22 (6 Wo.)UK | — |             |
| 1986 | Knife Edge Strength                                     | UK43 (3 Wo.)UK | — |             |
| 1987 | Rain in the Summertime Eye of the Hurricane             | UK18 (5 Wo.)UK | US71 (8 Wo.)US |             |
| 1987 | Rescue Me Eye of the Hurricane                          | UK48 (3 Wo.)UK | — |             |
| 1988 | Presence of Love Eye of the Hurricane                   | UK44 (3 Wo.)UK | US77 (6 Wo.)US |             |
| 1989 | Sold Me Down the River Change                           | UK43 (3 Wo.)UK | US50 (13 Wo.)US |             |
| 1989 | A New South Wales Change                                | UK31 (5 Wo.)UK | — |             |
| 1990 | Love Don’t Come Easy Change                             | UK48 (3 Wo.)UK | — |             |
| 1990 | Unsafe Building 1990 Change                             | UK54 (3 Wo.)UK | — |             |
| 1991 | Raw                                                     | UK51 (2 Wo.)UK | — |             |
| 2004 | New Home New Life In the Poppy Fields                   | UK45 (2 Wo.)UK | — |             |
| 2006 | Superchannel Under Attack                               | UK24 (2 Wo.)UK | — |             |

Weitere Veröffentlichungen
- 1981: Unsafe Building
- 1983: Marching On
- 1989: Devolution Workin’ Man Blues
- 1990: The Road
- 2004: Close
- 2006: Raindown
- 2013: Free Rock and Roll (feat. Phil Daniels and Keith Allen)

### Videoalben
- 1986: Spirit of 76
- 1990: Change EP
- 1990: Standards
- 1991: Blaze of Glory
- 2000: Greatest Hits Live
- 2003: VH-1 Bands Reunited Uncut
- 2004: Live in the Poppyfields
- 2004: Rock and Roll Circus
- 2007: Spirit of '76
- 2007: Gathering 2007
- 2008: Tactical Response

## Trivia
Nach dem The Alarm-Song „Across the Border“ benannte sich 1991 die Remchinger Folkpunk-Band Across the Border.